# Nerf intercostal

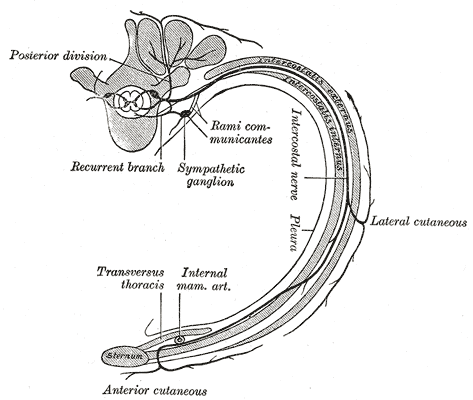
Troisième nerf intercostal gauche.

Les nerfs intercostaux (ou rameaux ventraux des nerfs dorsaux ou rameaux antérieurs des nerfs thoraciques) sont les onze paires de nerfs issus des branches antérieures des onze premiers nerfs thoraciques (T1-T11).

## Trajet

### Nerfs intercostaux supérieurs: du premier au sixième nerf intercostal
Dès leur naissance les nerfs intercostaux supérieurs entrent dans l'espace intercostal sous le fascia endothoracique. Ils se rapprochent de la côte sus-jacente. Ils accompagnent les artères intercostales postérieures au-dessus dans leur tiers postérieur et en dessous dans le reste de leur parcours.
À l'arrière, ils cheminent entre les muscles intercostaux externe et intime, puis entre ce dernier muscle et le muscle intercostal interne et en avant entre ce dernier muscle et le fascia endothoracique.
Près du sternum, ils croisent l'artère thoracique interne et le muscle thoracique transverse.
Au cours de leur trajet, ils fournissent de nombreuses branches musculaires qui innervent les muscles intercostaux, subcostaux, élévateurs des côtes, dentelé postérieur et supérieur et thoracique transverse.
À mi-chemin entre la vertèbre et le sternum, ils donnent les rameaux cutanés latéraux pectoraux qui passent à travers les muscles intercostaux externes et dentelé antérieur. Ces branches se divisent en une branche antérieure et une branche postérieure.
Ils se terminent par les rameaux cutanés antérieurs pectoraux.
Les six premiers nerfs intercostaux ne quittent pas les espaces intercostaux correspondants. 

#### Premier nerf intercostal
La division antérieure du premier nerf thoracique se divise en deux branches. La plus grande branche quitte le thorax devant le col de la première côte et contribue au plexus brachial. 
La plus petite branche forme le premier nerf intercostal. Il longe le premier espace intercostal et se termine à l'avant de la poitrine en tant que première branche cutanée antérieure des nerfs intercostaux, celle-ci est parfois absente.
Le premier nerf intercostal dégage rarement une branche cutanée latérale mais envoie parfois une petite branche pour communiquer avec le nerf intercosto-brachial.
Du deuxième nerf thoracique, il reçoit fréquemment un rameau de connexion, qui monte sur le col de la deuxième côte. Ce nerf a été décrit pour la première fois par Kuntz en 1927. Il existe des variations anatomiques considérables, mais ce nerf peut être présent dans 40 à 80 % de la population,.

#### Deuxième nerf intercostal
Le rameau cutané latéral du deuxième nerf intercostal donne un ou deux nerfs intercosto-brachiaux.

#### Quatrième nerf intercostal
Le rameau cutané latéral du quatrième nerf intercostal donne les rameaux mammaires latéraux du nerf intercostal et le rameau cutané antérieur du quatrième nerf intercostal donne les rameaux mammaires médiaux du nerf intercostal.
Ils reçoivent les influx des mécanorécepteurs cutanés de l'aréole. Leur activation déclenche la libération d'ocytocine qui, lorsqu'elle est dans le sang périphérique, provoque la contraction des cellules myoépithéliales et la lactation : c'est un exemple de réflexe musculaire non innervé.

### Nerfs intercostaux inférieurs: du septième au onzième nerf intercostal
Les autres nerfs intercostaux quittent leurs espaces respectifs après les avoir parcouru, pour rejoindre la paroi abdominale antérieure et latérale. Dans la paroi abdominale ils cheminent entre les muscles oblique interne et transverse. Si le trajet des premiers nerfs intercostaux est globalement horizontal, celui des nerfs intermédiaires et plus encore des derniers nerfs intercostaux est oblique en avant et en bas. Ainsi, le onzième nerf intercostal qui a son origine près de la onzième vertèbre thoracique se termine en dessous de l'ombilic.

## Zone d'innervation
Les nerfs intercostaux innervent plusieurs muscles du thorax, et de l'abdomen :
- les muscles intercostaux externes, internes et intimes,
- les muscles subcostaux,
- les muscles élévateurs des côtes,
- les muscles thoraciques transverses,
- les muscles dentelés postérieurs et supérieurs par les deuxième, troisième, quatrième et cinquième nerfs intercostaux,
- les muscles dentelés postérieurs et inférieurs par les trois derniers nerfs intercostaux,
- les muscles droits, obliques externes, obliques internes et transverses de l'abdomen par les cinq derniers nerfs intercostaux.

Les nerfs intercostaux innervent la peau de la plus grande part du thorax et de l'abdomen, y compris les glandes mammaires par le biais des quatrième, cinquième et sixième nerfs. 
Chaque nerf intercostal innerve une bande de peau en hémi-ceinture antéropostérieure, plus large en avant qu'en arrière. Ainsi, si les premières bandes sont horizontales, les dernières sont obliques en avant et en bas. 
Les structures anatomiques de la paroi antérieure du corps permettent de repérer les niveaux de plusieurs nefs intercostaux. Ainsi, la quatrième paire passe au niveau des mamelons, la sixième au niveau du processus xiphoïde et la dixième au niveau de l'ombilic.